# Осташковская улица
Оста́шковская у́лица — улица Москвы в Лосиноостровском и Бабушкинском районах и в районе Северное Медведково Северо-Восточного административного округа. Проходит от Изумрудной улицы до границы города в районе пересечения с МКАД.

## Название
Названа 29 августа 1964 года, так как являлась частью Осташковского шоссе, которое вело в старинное село Осташково (ныне в городском округе Мытищи Московской области), в конце XVIII — середине XIX века бывшее владением Шереметьевых. Во многих других книгах приводится объяснение, что шоссе вело в город Осташков на озере Селигер Тверской области. Это скорее всего ошибочно, так как Осташков находится в совершенно другом направлении от Москвы.

## Описание
Осташковская улица начинается от Изумрудной улицы и проходит на северо-запад, пересекает Тайнинскую улицу. Слева примыкают Ватутинский переулок, Извилистый проезд и проезд Шокальского, перед последним из которых улица пересекает реку Яузу по Осташковскому мосту, справа — проектируемый проезд № 5016.
После этого улица проходит как несвязанная напрямую с предыдущим участком дорога, продолжающая Енисейскую улицу за Новоосташковским мостом, пересекает проезд Шокальского и Широкую улицу на площади с круговым движением. Перед развязкой с 90—91-м километром МКАД к улице слева примыкает Студёный проезд, справа — Северодвинская улица. За МКАД переходит в Осташковское шоссе.

## История
Осташковское шоссе ответвлялось влево от Ярославского и проходило частично по траектории современных улиц Лётчика Бабушкина и Изумрудной. Через Ватутино, Челобитьево, Бородино, Ховрино и Беляниново шоссе доходило до села Осташково. В 1900-х годах часть шоссе оказалась в черте растущего посёлка Лосиноостровский, впоследствии города Бабушкин. В августе 1960 года значительный начальный отрезок шоссе вместе с городом Бабушкин вошёл в черту Москвы.

## Учреждения и организации
По нечётной стороне:
- № 7 — ясли-сад № 1963; Бабушкинский центр детского и юношеского творчества;
- № 15 — почта 328-И-129328 (население не обслуживает); Московский пограничный институт ФСБ России.

По чётной стороне:
- № 4 — Фабрика офсетной печати;
- № 26, корпус 2 — ясли-сад № 1495;
- № 28 — ДЕЗ СВАО «Северное Медведково»;
- № 30, корпус 2 — ГОУ СОШ № 951.

## Общественный транспорт

### Наземный транспорт

#### Автобусы
| 50:  | Платформа Лось • Медведково • Медведково Арена |
| м57: | Осташковская улица • Медведково • Бибирево • Яхромская • Речной вокзал |
| е59: | Осташковская улица • Медведково • Алтуфьево • Лианозово • Физтех • 9-я Северная линия |
| 71:  | Осташковская улица • Медведково • Отрадное • Ботанический сад |
| 93:  | ВДНХ (главный вход) • ВДНХ • Ростокино • Медведково • Медведково Арена |
| 181: | Осташковская улица • Медведково • Бабушкинская • Платформа Лось |
| 349: | Осташковская улица • Бабушкинская • Чукотский проезд |
| 393: | Осташковская улица • Медведково • Бабушкинская • Ясный проезд |
| 428: | ВДНХ (главный вход) • ВДНХ • Улица Сергея Эйзенштейна • Ботанический сад • Свиблово • Медведково • Северодвинская улица                                                                                               |
| 536: | ВДНХ • Ростокино • Медведково |
| 601: | Абрамцевская улица • Алтуфьево • Медведково • Станция Лосиноостровская |
| 606: | Улица Корнейчука • Медведково • Осташковская улица |
| 618: | Осташковская улица • Медведково • Бибирево • Районный центр «Марс» |
| 649: | Осташковская улица • Бабушкинская • Ясный проезд |
| 696: | Осташковская улица • Медведково • Бабушкинская • Платформа Лось |
| 735: | Осташковская улица • Медведково • Щёлковская |
| 771: | Абрамцевская улица • Бибирево • Медведково • Северодвинская улица |
| с15: | Платформа Лось • Бабушкинская • Медведково • Малыгинский проезд |
| н6:  | Осташковская улица • Медведково • Бабушкинская • Свиблово • Ботанический сад • ВДНХ • Улица Академика Королёва • Марьина Роща • Достоевская • Цветной бульвар • Трубная • Театральная площадь • Лубянка • Китай-город |

«→» — остановки проходятся только при движении в прямом направлении; «←» — остановки проходятся только при движении в обратном направлении.